# Rodolphe Urbs
Rodolphe Urbs, qui signe sous le pseudonyme Urbs, né le 24 juin 1970 à Limoges, est un dessinateur de presse français.

## Biographie
Rodolphe Urbs doit son pseudo à sa période punk, très influencée par Bazooka. 
Il dessine pour le journal Le Canard enchaîné, et pour Sud Ouest, en alternance avec Marc Large. En 2017, leurs dessins de Sud Ouest sont publiés dans l'ouvrage Parce que c'est notre projEEET !. Claudia Courtois, dans le journal Le Monde, le qualifie de « dessinateur (…) au coup de crayon reconnu et à l'humour tranchant ».
Il est aussi libraire, cogérant de la librairie-galerie La mauvaise réputation (titre d'une chanson de Brassens) située dans le vieux Bordeaux. Originellement spécialiste de thèmes alternatifs (anarchie, tatouage, érotisme…), la librairie assume un positionnement aujourd'hui moins exclusif,.

## Publications
- Parce que c'est notre projEEET !, Éditions Sud Ouest, dessins de presse de Marc Large et Urbs, 2017  (EAN 3782031910004)
- L'Année 2022 en dessins, préfacé par Luz, Éditions Sud Ouest, 2022  (ISBN 2817710363)